# Los 40
A Los 40 egy kereskedelmi rádióállomás, amelyet a PRISA Radio üzemeltet spanyol nyelvű országokban. A műsorszóró Los 40 néven Spanyolországon kívül Argentínában, Chilében, Costa Rican, Kolumbiában, Mexikóban, Paraguayban és Panamában üzemeltet rádióállomásokat. Spanyolországban 3 milliós hallgatottsággal az ország vezető kereskedelmi rádiója.

## Története
A rádió eredetileg a spanyol közszolgálati Cadena SER szolgáltató,  Radio Madrid műsoraként, Los 40 Principales néven futott, a hét 40 legnépszerűbb slágerét játszották le. A műsor eredetileg középhullámon volt fogható. Eredetileg szombati napokon 2 órás volt az eredeti műsor, majd a műsor 8 órás lett és a végén a szombati napokon egész napos heti műsort kapott a blokk. 
1979-re a Los 40 Principales az FM műsorszórás miatt, a már meglevő népszerűsége nagyobb területen vált foghatóvá az állomás és immár napi 24 órás műsora lett a rádiónak, habár még nem volt önálló rádió. 
Komoly változás 1985-ben következett be, ugyanis műholdon közvetítették a rádiót, 1987-től pedig a Los 40 Principales külön rádióállomásként kezdett működni.
1988-ra a rádió 5 milliós hallgatottságával Spanyolország legnépszerűbb és leghallgatottabb rádióállomása lett. 1990-től a Canal+ kereskedelmi televízióban hetente jelentkezett a rádió TOP 40 zenei slágerlistája a Del 40 al 1 (Negyvendiktől az elsőig) műsor televíziós változata. A rádió ekkoriban főleg a fiatal 16-20 év közötti közönséget célozta meg műsorával.
1998-ban elindult a 40 TV a Los 40 televíziós csatornája, napi 24 órás műsorral, klippekkel, slágerlistákkal, a Del 40 al 1 slágerlistás műsora nagy sikereket ért el televíziós műsorként. A rádió 2000-re elindította számos spanyol ajkú latin-amerikai országban helyi rádióállomásait.

## Lefedettség és frekvenciák
Spanyolországon belül az alábbi vételi lehetőségek vannak:
- Madrid FM 93,9 MHz
- Barcelona  FM 93.9 MHz
- Valencia  FM 94.2 MHz
- Zaragoza  FM 95.3 MHz
- Malaga FM 102.8 MHz
- Sevilla FM 97.1 MHz
- Bilbao  FM 89.5 MHz
- Benidorm FM 103.8 MHz
- Gandía FM 96.5 MHz
- Alicante FM 91.0 MHz
- La Coruña FM 91.0 MHz
- León  FM 88.2 MHz
- Mallorca FM 94.1 MHz
- Ibiza  FM 98.1 MHz
- Tenerife FM 93.2 MHz

## Műsora
A rádió pop, rock, latin, reggeaton , bachata, dance dalokat sugároz.

### Anda ya
Anda ya (Gyerünk!) a rádió reggeli ébresztő műsorra, zenével és beszélgetésekkel. 1995 óta sugározzák a műsort.  Hétköznaponként reggel 6 és 11 között hallható, Katalóniában 10 és 11 óra között külön katalán nyelven sugározzák a műsort.

### Del 40 al 1
Szombatonként 10 és 14 között jelentkezik a műsor Tony Aguilarral. Az aktuális hét zenei slágerlistájának legjobb 40 dalát játssza le a műsor.

## Műsorvezetők
- Dani Moreno 'El Gallo'
- Cristina Boscá
- Victor de la Torre
- David Álvarez
- Adrián Soler
- Tony Aguilar
- Félix Castillo
- Adrià Ortega
- Cris Regatero
- Jesús Taltavull
- Karin Herrero
- Andrés Herrero (Bendiorm)
- Cris Regatero
- Charlie Jiménez
- Luis López
- José Vicens
- JL García  (Zaragoza)

## Stúdiók
A Los 40 székhelye a madridi Gran Vía 32 szám alatt található. A rádiónak Spanyolországban Zaragozában, Sevillában, Barcelonában, Valencia, Benidormban, Gandíán,  La Coruña, Bilbaóban, Málagában, Castellónban, Leónban és Eldában vannak helyi stúdiói.

## LOS40 Music Awards
A Los 40 zenei díjátadó műsora, amelyet 2006 óta minden évben Madridban, a Palacio de Deportes csarnokban rendeznek meg. A díjátadón hazai, nemzetközi és globális szinten szavazzák meg az év előadóit, együtteseit, lemezeit, videóklippjeit. A díjátadó történetében a legtöbb díjat Shakira, Alejandro Sanz, Pablo Alborán, Juanes, Malú, David Bisbal énekesek illetve az El Canto del Loco és Maldita Nerea együttesek kapták.